# Напрежение (филм, 1957)
„Напрежение“ (на английски: The Tall T) е американски игрален филм уестърн, излязъл по екраните през 1957 година, режисиран от Бъд Бетикър с участието на Рандолф Скот, Ричард Бун, Морийн О’Съливан и Хенри Силва.

## Сюжет
На път за града, Пат Бренан минава покрай пътна станция, където обещава на сина на собственика да донесе бонбони от града. На връщане Бренан губи коня си в облог и е принуден да се върне пеша. Той се качва на преминаващ дилижанс в койтопътуват младоженците Мимс. Преминавайки през пътна станция, дилижансът попада в ръцете на бандити, които са убили началника на станцията и сина му. Мимс предлага лидера на бандата да обяви откуп за съпругата си и да информират баща й, който е най-богатия човек в района...

## В ролите
| Актьор           | Роля        |
| ---------------- | ----------- |
| Рандолф Скот     | Пат Бренан  |
| Морийн О’Съливан | Дорета Мимс |
| Ричард Бун       | Франк Ашър  |
| Хенри Силва      | Чинк        |
| Артър Хъникът    | Ринтун      |
| Скип Хомейер     | Били Джек   |
| Джон Хъбард      | Уилард Мимс |